# Rudolf de Korte

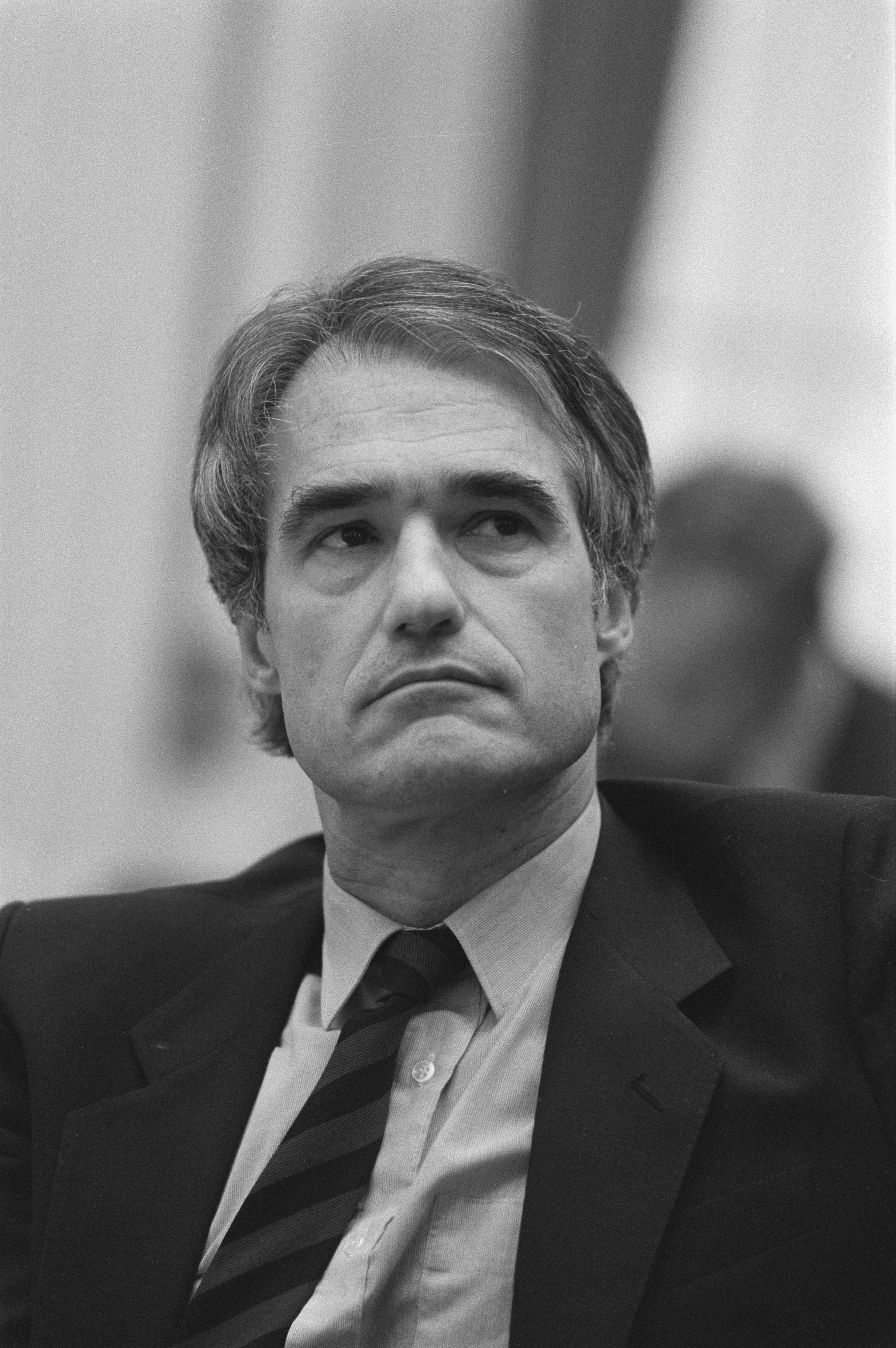
Rudolf de Korte (1985)

Rudolf Willem de Korte (* 8. Juli 1936 in Den Haag; † 9. Januar 2020 in Wassenaar) war ein niederländischer Wirtschaftsmanager und Politiker der Volkspartij voor Vrijheid en Democratie (VVD), der zwischen 1977 und 1986 mit Unterbrechungen Mitglied der Zweiten Kammer der Generalstaaten und 1986 zeitweise Innenminister im ersten Kabinett von Ministerpräsident Ruud Lubbers war.
Im zweiten Kabinett von Ministerpräsident Lubbers bekleidete er von 1986 bis 1989 die Ämter als Vize-Ministerpräsident sowie Wirtschaftsminister und war 1986 zeitweilig auch Vorsitzender der VVD. In seine Amtszeit als Wirtschaftsminister fiel die Verabschiedung des Gesetzes über Investitionsabrechnungen. Danach war er zwischen 1989 und 1995 erneut Mitglied der Zweiten Kammer der Generalstaaten sowie anschließend von 1995 bis 2001 Vizepräsident der Europäischen Investitionsbank (EIB) in Luxemburg.

## Leben

### Studium und Wirtschaftsmanager
De Korte, Sohn eines niederländischen Vaters und einer deutschen Mutter, begann nach dem Besuch des öffentlichen Maerlant Lyceum in Den Haag im September 1954 ein Chemiestudium an der Reichsuniversität Leiden, das er am 18. Oktober 1961 „cum laude“ abschloss. Danach war er zunächst Assistent für Organische Chemie sowie zwischen dem 1. November 1962 und dem 1. November 1963 Wissenschaftlicher Mitarbeiter der Abteilung für organische Chemie der Reichsuniversität Leiden.
Am 21. Mai 1964 schloss er seine Promotion zum Doktorat an der Fakultät für Mathematik und Naturwissenschaften an der Reichsuniversität Leiden mit der Dissertation Oxydaties met maganiacetaat in azijnzuur ab, in der sich mit der Oxidation von Manganacetat in Essigsäure befasste. Im Anschluss absolvierte er 1964 ein Seminar für Betriebswirtschaftslehre an der Harvard Business School sowie an der Cranfield School of Management und arbeitete danach zwischen 1964 und 1966 in der Privatwirtschaft in Hongkong, ehe er von 1967 bis 1968 in der Privatwirtschaft in Äthiopien beschäftigt war.
Nach seiner Rückkehr in die Niederlande war de Korte von 1969 bis 1971 zuerst Verkaufsleiter und anschließend zwischen 1972 und 1977 Direktor der Kerzenfabrik N.V. Unilever-Emery in Gouda.

### Parteifunktionär, Mitglied der Zweiten Kammer und Innenminister
Seine politische Laufbahn begann de Korte, als er 1970 Mitglied des Hauptvorstandes der VVD wurde und daneben von 1971 bis 1978 Sekretär des Geschäftsführenden Vorstandes der Partei war. In dieser Funktion war er auch Leiter der Wahlkampfkampagne für die Wahlen zur Zweiten Kammer 1972, aus denen die VVD mit 14,4 Prozent der Wählerstimmen und 22 Sitzen hervorging. Anschließend war er zwischen 1972 und 1978 auch Mitglied des Geschäftsführenden Vorstandes der VVD. Außerdem fungierte er zeitweilig als Vorsitzender der VVD-Propagandakommission und war auch Mitglied des Redaktionsrates der parteinahen Zeitung Vrijheid en Democratie. 1977 war er erneut Leiter der Wahlkampfkampagne für die Wahlen zur Zweiten Kammer, bei denen die VVD diesmal ihr Ergebnis auf 17,9 Prozent verbessern konnte und damit 28 Sitze errang.
Am 22. Dezember 1977 wurde de Korte auch selbst als Kandidat der VVD erstmals Mitglied der Zweiten Kammer der Generalstaaten und gehörte dieser zunächst bis zum 12. März 1986 an. Danach fungierte er als Sprecher der VVD-Fraktion für soziale Angelegenheiten, Beschäftigungs- und Einkommenspolitik sowie für finanz- und wirtschaftspolitische Fragen.
Zugleich war er zwischen dem 5. September 1978 und dem 7. September 1982 Mitglied des Gemeinderates von Wassenaar. Daneben engagierte er sich als Vertreter der Niederlande im Geschäftsführenden Vorstand der Liberalen Internationale und war zwischen November 1982 und Januar 1986 Zweiter Stellvertretender Vorsitzender der Fraktion der VVD in der Zweiten Kammer der Generalstaaten. Darüber hinaus gehörte er von November 1983 bis Februar 1985 als Mitglied dem Kuratorium der parteinahen Benjamin Marius Telders-Stiftung (Prof. Mr. B. M. Teldersstichting) an.
Ministerpräsident Ruud Lubbers ernannte de Korte am 12. März 1986 als Nachfolger von Frits Korthals Altes zum Innenminister (Minister van Binnenlandse Zaken) in dessen erstem Kabinett, dem er bis zum 14. Juli 1986 angehörte. Zugleich war er zwischen dem 3. Juni und dem 14. Juli 1986 abermals Mitglied der Zweiten Kammer der Generalstaaten.

### Vize-Ministerpräsident, Wirtschaftsminister und Vizepräsident der EIB
Im Anschluss wurde de Korte, der zwischen dem 26. Mai und dem 14. Juli 1986 der Arbeitsgruppe zur Regierungsbildung (Formatieteam) angehörte, am 14. Juli 1986 von Ministerpräsident Lubbers in dessen zweites Kabinett berufen, in dem er bis zum 7. November 1989 das Amt des Wirtschaftsministers (Minister van Economische Zaken) übernahm. Zugleich bekleidete er im dritten Kabinett Lubbers vom 14. Juli 1986 bis zum 7. November 1989 auch das Amt des Vize-Ministerpräsidenten (Viceminister-President) und war damit Stellvertreter von Lubbers.
De Korte gehörte mit Politikern wie Loek Hermans und Albert-Jan Evenhuis zu den Vertrauten um den von 1982 bis 1986 amtierenden Parteivorsitzender (Politiek Leider) der VVD, Ed Nijpels, und übernahm von diesem am 9. Juli 1986 diese Funktion kommissarisch, ehe er am 15. Dezember 1986 durch Joris Voorhoeve abgelöst wurde. Am 14. September 1989 wurde er für die VVD wieder zum Mitglied der Zweiten Kammer der Generalstaaten gewählt und gehörte dieser nunmehr bis zum 1. September 1995 an.
Für seine langjährigen Verdienste wurde de Korte am 20. November 1989 zum Kommandeur des Orden von Oranien-Nassau ernannt.
Nach seinem Ausscheiden aus der Zweiten Kammer der Generalstaaten wurde de Korte am 1. September 1995 Vizepräsident der in Luxemburg ansässigen Europäischen Investitionsbank (EIB) und übte diese Funktion bis zum 1. September 2001 aus. 2001 wurde er stellvertretendes Mitglied des Verwaltungsrates der EIB.
Aus seiner im Januar 1966 geschlossenen Ehe mit Karin Laetitia Munk gingen ein Sohn und eine Tochter hervor.

## Veröffentlichungen
- Oxydaties met maganiacetaat in azijnzuur, Dissertation, 1964
- Naar een vrije samenleving. Een nieuw-liberale toekomstvisie, 1979
- Vrijheid in gemeenschap. Memoires van een sociaal liberaal, Uitgeverij Aspekt:  Soesterberg, 2019, ISBN 978-94-6338-705-7.